# Витратомір

Ультразвукові датчики витрат газу

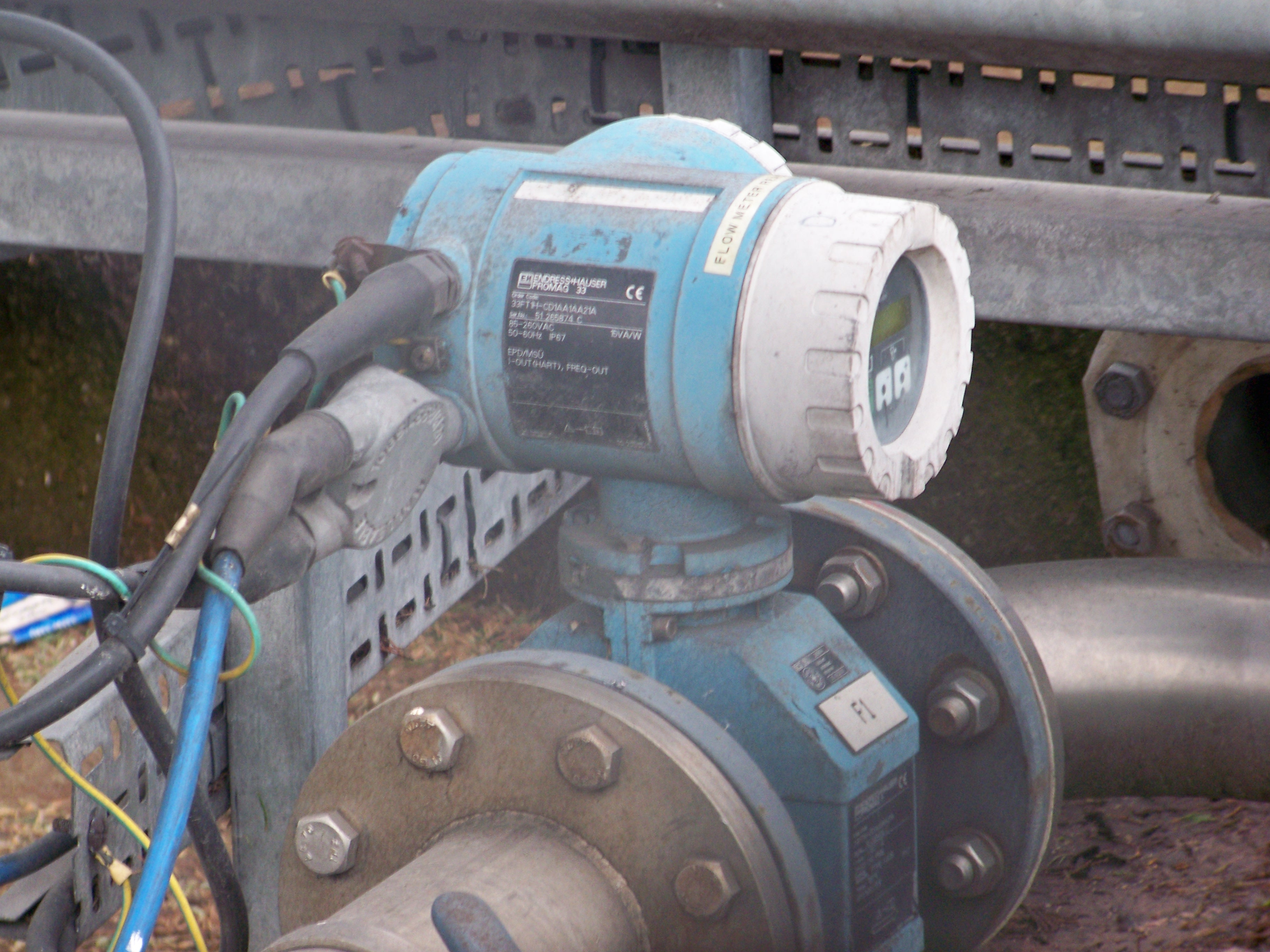
Електромагнітний витратомір фірми «Endress+Hauser»

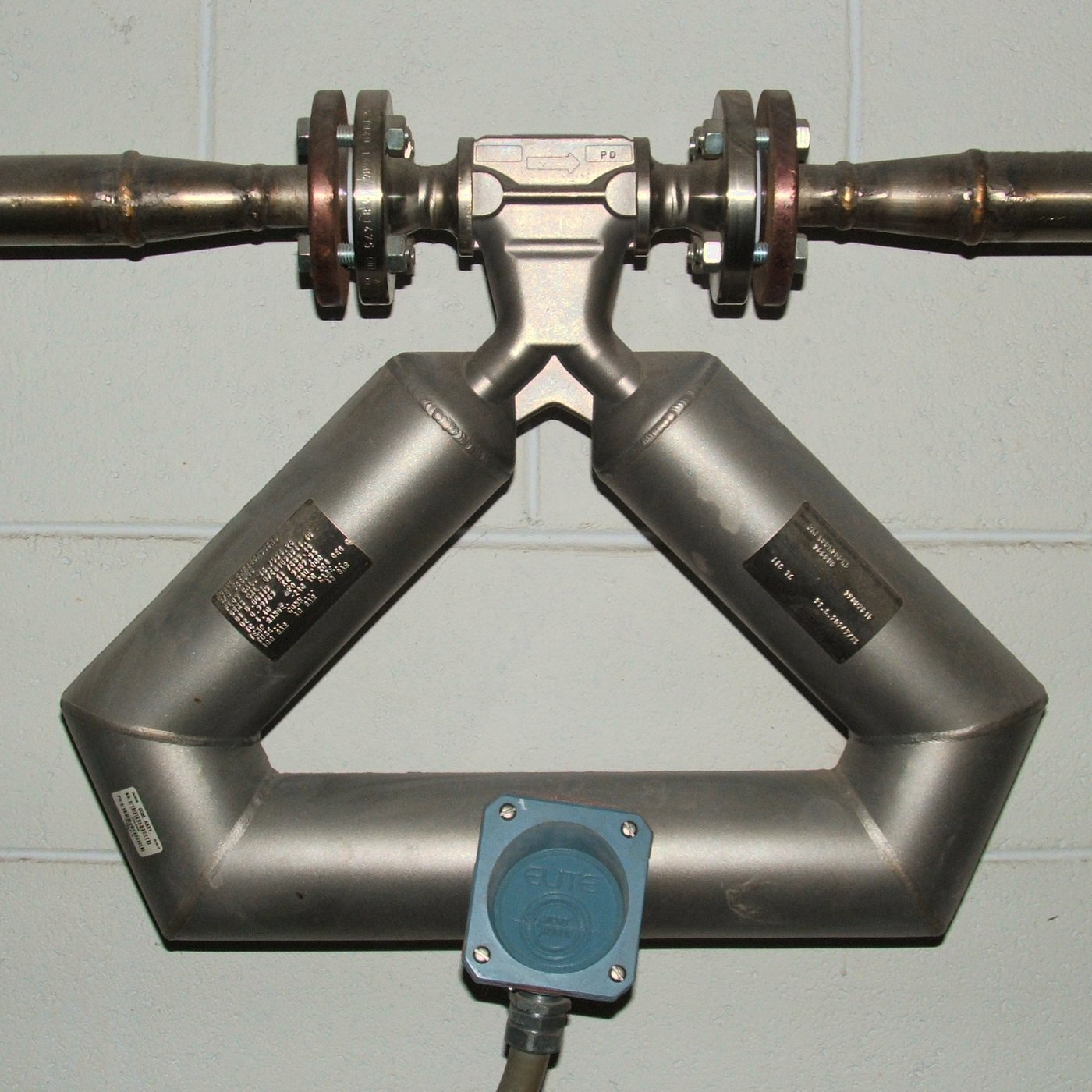
Витратомір Коріоліса — витратомір механічної дії інерційного типу

Витратомі́р (англ. flowmeter; нім. Verbrauchsmesser m, Durchflussmesser m) — пристрій або устаткування для вимірювання витрат в однофазних потоках рідини (нафти, води тощо) чи газу або сипкої речовини.
Переважна більшість витратомірів використовуються для визначення витрат рідин, значно менше існує видів конструкцій для вимірювання потоків газу. Оскільки система вимірювання витрати зазвичай показує миттєве значення витрати, то для визначення кількості рідини, що пройшла трубопроводом за певний проміжок часу, необхідно, витратомір об'єднати з лічильником. Таким чином, загальний об'єм речовини, що пройшов через витратомір, визначається інтегруванням по часу миттєвих значень витрати у послідовні моменти.

## Класифікація витратомірів
Прилади для вимірювання витрати за фізичними принципами можна розділити на чотири основні групи, котрі спираються на:
- принципи механічної дії;
- хвильові явища;
- використання електромагнітного поля (на основі законів електромагнітної індукції);
- фіксації місця перебування попередньо внесеної у потік мітки (міткові витратоміри).

### Витратоміри механічної дії
Витратоміри, принцип роботи яких базується на законах механіки бувають:
- манометричні витратоміри (на основі вимірювання змінного перепаду тиску), що перетворюють швидкісний напір у перепад тиску, які у свою чергу поділяються на:
  - витратоміри на основі звужуючих пристроїв (діафрагми, сопла, сопла Вентурі чи труби Вентурі);
  - витратоміри на основі гідравлічних опорів (з кривиною потоку, капілярними або пористими перегородками);
  - відцентрові витратоміри;
  - струминні витратоміри;
- витратоміри обтікання (витратоміри зі змінною площею), які поділяються на:
  - витратоміри постійного перепаду тиску (ротаметри, поплавкові та поршневі витратоміри), принцип роботи яких базується на залежності від витрати речовини вертикального переміщення тіла (поплавка, поршня), яке змінює при цьому площину перерізу прохідного отвору приладу таким чином, щоб перепад тисків по обидва боки цього тіла залишався сталим;
  - витратоміри змінного перепаду тиску (поплавково-пружинні, з поворотною лопаттю), у яких переміщення тіла обтікання характеризує величину тиску чи зусилля, прикладеного до нього, що зрівноважує зусилля від динамічного тиску потоку на тіло, що характеризує витрату;
- витратоміри змінного рівня, принцип роботи яких базується на відомій залежності витрати рідини через отвір витоку, розташований у дні посудини, від рівня рідини у посудині.
- тахометричні витратоміри — турбінного (з аксіальною і тангенціальною турбіною) типу і об'ємні (шестеренчасті);
- осцилюючі витратоміри — вихрового типу (принцип вимірювання ґрунтується на підрахунку вихрових доріжок Кармана) та витратоміри, що використовують ефект Коанда;
- інерційні, що базуються на інерційній взаємодії маси рідини, яка рухається з лінійним чи кутовим прискоренням (витратомір Коріоліса, гіроскопічний витратомір).

### Витратоміри на основі хвильових явищ
Витратоміри, принци роботи яких базується на використання хвильових явищ бувають:
- ультразвукові (акустичні)  — ґрунтуються на ефекті захоплення звукових коливань середовищем, що рухається (ефект фазового зсуву, ефект Доплера або явище зносу ультразвукового сигналу);
- оптичні — використовують ефект захоплення лазерного променя рухомим оптично прозорим середовищем (ефект Фізо-Френеля чи ефект Доплера).

### Електромагнітні витратоміри

Принципова схема електромагнітного витратоміра

Електромагнітні витратоміри використовуються для вимірювання витрати струмопровідних рідин. Принцип їх дії базується на законах електромагнітної індукції Фарадея і Генрі. Коли провідник або в даному випадку електропровідна рідина перетинає лінії магнітного потоку, то в електропровідному матеріалі індукується електрорушійна сила, пропорційна до швидкості її руху.

### Міткові витратоміри
Міткові витратоміри, що ґрунтуються на вимірі швидкості або стані мітки при проходженні її між двома фіксованими перетинами потоку. До них належать такі витратоміри:
- теплові (калориметричні, термоанемометричні) — принцип вимірювання базується на ефекті переносу тепла від нагрітого тіла рухомим середовищем;
- іонізаційні;
- електромагнітні;
- концентраційні;
- турбулентні та ін.

## Застосування
У нафтовидобуванні частіше за все застосовують об'ємні і тахометричні витратоміри, а для вимірювання витрат газу — витратоміри перепаду тиску. Дія об'ємних витратомірів ґрунтується на вимірюванні часу заповнення об'єму мірної ємності або на обрахунку порцій вимірюваної речовини камерою певного об'єму. В іншому випадку витрата визначається як сума об'ємів порцій, що віднесені до контрольного проміжку часу відліку. В тахометричному витратомірі вимірюється частота обертання чутливого елемента (найчастіше турбінки, іноді диска або кульки тощо), що встановлений у каліброваному каналі, наприклад, у трубі. Для вимірювання витрати та об'єму товарної нафти, а також води використовується прилад, що кріпиться на горизонтальній ділянці трубопроводу, а чутливим елементом його є турбінка, вісь якої обертається в підшипниках. Характеристикою витратоміра є допустима мінімальна та максимальна витрати рідини, при якій досягається необхідна точність. Витратомір змінного перепаду тиску складається із звужувального пристрою (найчастіше діафрагма), який створює у струмені рідини або газу перепад тиску, величина якого залежить від величини витрати, і диференційного манометра, який вимірює цей перепад і проградуйований в одиницях витрати.
Витратомірне сопло (рос. расходомерное сопло; англ. flow nozzle; нім. Durchflüssmesserdüse f) — частина витратоміра, яка являє собою звужувальний пристрій з круглим отвором, що має плавно звужену частину на вході.

## Різновиди
Витратомір Вентурі, (рос. расходомер Вентури; англ. Venturi meter; нім. Venturimesser m) — витратомір трубчастого типу, витрата рідини яким вимірюється за зміною тиску в трубках з різним прохідним поперечним перерізом.
Витратомір за змінним перепадом тиску, (рос. расходомер переменного перепада давления; англ. alternate differential pressure meter; нім. Durchflussmesser m des variablen Druckgefälles n, Durchflussmesser m des variablen Druckunterschiedes m) — об'ємний витратомір рідини або газу, в якому витрата визначається за перепадом тиску, що утворюється нерухомим пристроєм, який встанов-люється у трубопроводі, або є елементом трубопроводу.
Витратомір за постійним перепадом тиску, (рос. расходомер постоянного перепада давления; англ. constant differential pressure meter; нім. Durchflüssmesser m des konstanten Druckunterschiedes m) — витратомір рідини або газу з перетворювальним елементом у вигляді поплавка; площа прохідного отвору трубки в ході його переміщення по вертикалі, яке викликане зміною витрати, змінюється таким чином, що перепад тиску залишається постійним.